# Просвітлення оптики

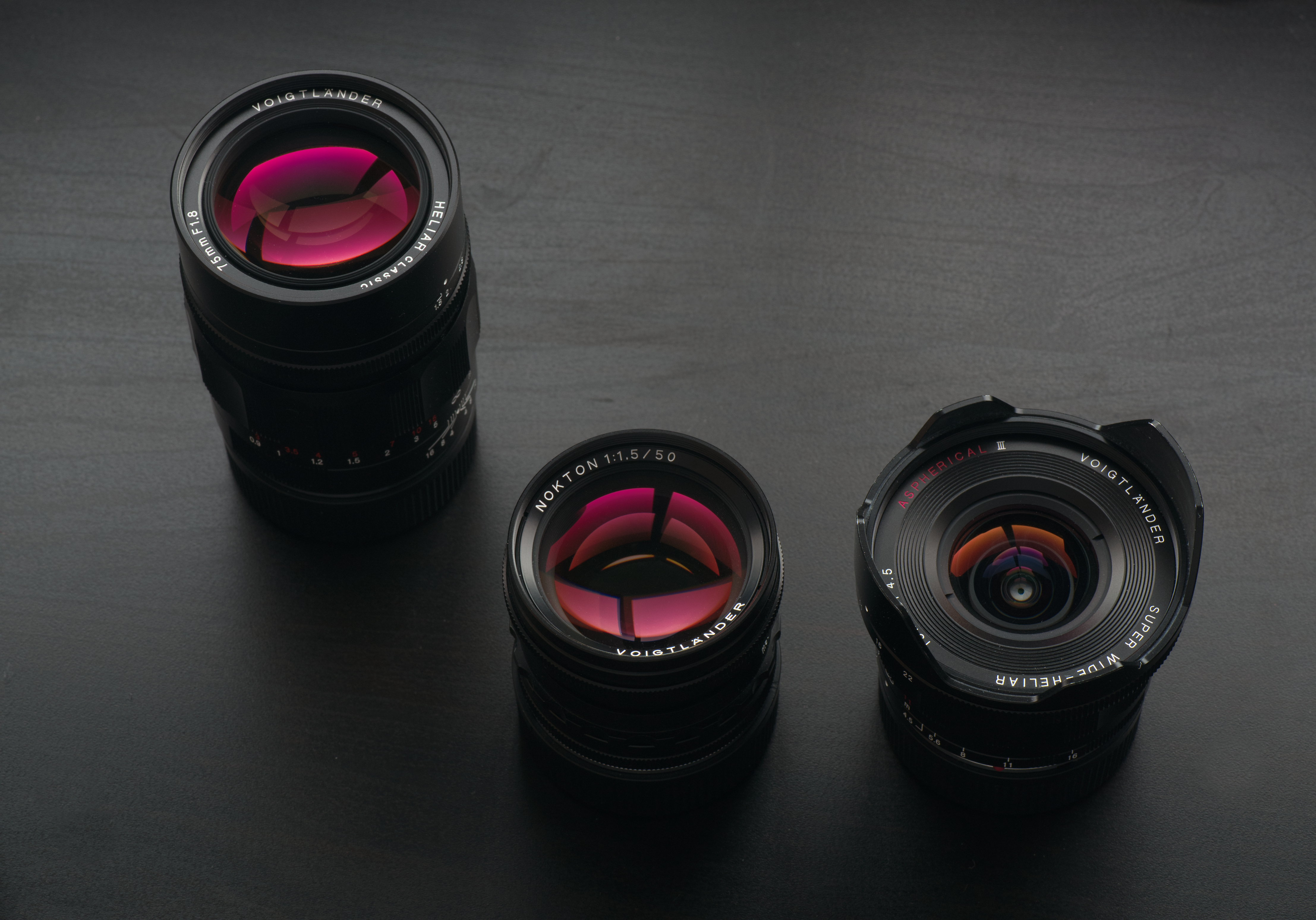
Антирефлексне покриття часто використовується в лінзах камери, надаючи елементам лінз характерних кольорів.

Просвітлення оптики — збільшення прозорості деталей оптичних систем (лінз, оптичних призм) нанесенням на їхні поверхні тонкого шару діалектрика (або кількох шарів) з показником заломлення, меншим, ніж у матеріалу оптичної деталі. Просвітлення оптики — результат інтерференції світла, яке відбивається від передньої та задньої границь цього шару (просвітлюючої плівки). При належному доборі речовини і товщини плівки для певного кута падіння і певної довжини хвилі світла відбиті світлові хвилі можуть повністю погасити одна одну. Оскільки найбільша чутливість людського ока відповідає центральній частині видимої ділянки спектра з λ = 555 нм, товщину плівки здебільшого беруть рівною 1/4 вказаної довжини хвилі. При цьому відбиття буде малим для зеленого і найбільшим для синьо-фіолетового та червоного світла (у відбитому світлі поверхня оптичної деталі матиме пурпуровий відтінок).